# 마법의 빗자루
《마법의 빗자루》(Bedknobs And Broomsticks)는 미국에서 제작된 로버트 스티븐슨 감독의 1971년 영화이다. 안젤라 랜즈베리 등이 주연으로 출연하였고 빌 월시 등이 제작에 참여하였다.

## 줄거리
1940년 8월, 영국 대공습 중 찰스, 캐리, 폴 롤린스라는 세 명의 고아는 런던에서 도싯주 해안 근처 페퍼링아이로 피란 와서 미스 에글랜틴 프라이스의 내키지 않는 보호를 일시적으로 받게 된다. 그들은 런던으로 돌아가려 하지만, 미스 프라이스가 빗자루를 타고 날아다니는 것을 보고 마음을 바꾼다. 미스 프라이스는 자신이 통신 학교를 통해 마법을 배우고 있으며, 영국의 나치에 대항하는 전쟁에 자신의 마법을 사용하고 싶다는 것을 밝힌다. 그녀는 아이들에게 침묵을 대가로 침대 손잡이를 이용한 이동 마법을 제안하고, 아이들은 이를 받아들인다. 나중에 그녀는 학교로부터 폐교 통지를 받아 마지막 마법을 배울 수 없게 된다. 그녀는 아이들을 설득하여 침대 손잡이를 이용해 런던으로 가서 자신의 스승인 에멜리우스 브라운 교수를 찾아달라고 한다.
브라운 씨는 오래된 책에서 장난 삼아 코스를 만들었지만, 마법이 실제로 작동한다는 사실에 충격을 받은 카리스마 넘치는 거리 마술사로 밝혀진다. 그는 미스 프라이스에게 책을 건네주고, 미스 프라이스는 마지막 마법인 '대리 이동 마법'의 주요 페이지가 없다는 것을 발견하고 좌절한다. 일행은 포토벨로로드로 가서 브라운에게 책을 판 노인 서점 주인을 찾아간다. 사라진 페이지에는 마법이 책에 있는 것이 아니라 아스토로스라는 이름의 마법사가 소유했던 메달인 아스토로스의 별에 새겨져 있다는 사실이 드러난다. 서점 주인은 아스토로스가 동물에게 마법 실험을 했지만, 의인화로 인해 동물들이 마법사를 죽이고 메달을 가져가 나붐부라는 외딴섬으로 도망쳤다고 설명한다. 책의 기록에 따르면 17세기 라스카르가 나붐부를 보았다고 주장했지만, 서점 주인은 결코 그 섬을 찾지 못했다. 폴은 브라운의 타운하우스에서 발견한 이야기책을 보여주며 그 섬의 존재를 확인시켜준다.
일행은 나붐부로 가서 석호에 도착하고, 그곳에서 브라운 씨와 프라이스 양은 춤 경연 대회에 참가하여 1등을 차지한다. 그 후 곰이 침대를 낚아 올리고, 인간은 왕의 칙령에 따라 섬에 들어갈 수 없다고 말한다. 그들은 아스토로스의 별을 착용한 통치자 레오니다스 왕 앞에 끌려간다. 브라운 씨는 레오니다스 왕과 동물들의 게임에 대한 사랑을 달래기 위해 축구 경기의 심판을 맡는다. 혼란스러운 경기는 레오니다스 왕의 자칭 승리로 끝나지만, 브라운 씨는 메달을 자신의 심판 호루라기와 바꿔치고, 일행은 프라이스 양의 집으로 탈출한다. 프라이스 양은 무생물에 생명을 불어넣는 대리 이동 마법을 사용하지만, 마법에 걸린 물건들은 빠르게 통제 불능이 된다. 그녀는 아이들이 다른 집으로 옮겨질 수 있다는 말을 듣고, 자신이 아이들을 보살피게 되었고 아이들도 자신을 보살피게 되었다는 것을 깨닫고 아이들을 머물게 하기로 결정한다. 브라운 씨는 나중에 일행에게 작별 인사를 하고 다음 날 아침 런던으로 가는 기차를 타기 위해 기차역에서 잠을 잔다.
U보트를 타고 해안에 상륙한 나치 독일 특공대원들은 프라이스 양의 집을 본부로 삼아 공포를 퍼뜨리는 습격을 감행하고, 그녀와 아이들을 지역 박물관에 가둔다. 기차역에서 브라운 씨는 두 명의 나치 병사를 제압하고 프라이스 양의 집으로 돌아가 군대를 피하기 위해 흰 토끼로 변신한다. 박물관에서 프라이스 양과 아이들과 재회한 브라운 씨는 프라이스 양에게 대리 이동 마법을 사용하여 전시물들을 군대로 변신시키도록 영감을 준다. 기사 갑옷과 군복으로 이루어진 군대는 나치들을 쫓아내지만, 그 전에 그들은 프라이스 양의 작업장을 파괴하여 마법을 깨뜨리고 마녀로서의 경력을 끝낸다. 이러한 좌절에도 불구하고 프라이스 양은 전쟁에 작은 역할을 했다는 것에 만족한다.
얼마 후, 프라이스 양은 아이들을 공식적으로 입양했고, 브라운 씨는 군대에 입대하여 지역 향토방위군의 호위를 받으며 떠난다. 그는 돌아오겠다고 약속하며 프라이스 양과 키스를 나눈다. 폴은 마법에 걸린 침대 손잡이를 아직 가지고 있다고 말하며, 그들이 계속해서 모험을 할 수 있음을 암시한다.

## 출연

### 주연
- 안젤라 랜즈베리
- 데이비드 톰린슨
- 로디 맥도웰

### 조연
- 샘 자페
- 존 에릭슨
- 신디 오캘러갠
- 테시 오쉐어
- 아서 굴드 포터
- 레지날드 오웬
- 시릴 드르반티
- 릭 트래거
- 존 오차드
- 레니 웨인립
- 댈 맥케넌

## 기타
- 세트: 할 가우스먼
- 세트: 에밀 쿠리
- 의상: 빌 토머스